# Tomasz Mikulski
Tomasz Mikulski (Lublin, 21 juni 1968) is een Pools voormalig voetbalscheidsrechter. Hij was in dienst van FIFA en UEFA tussen 1995 en 2010. Ook leidde hij tussen 1993 en 2010 wedstrijden in de Ekstraklasa.
In Europees verband debuteerde Mikulski op 1 juli 1995 tijdens een wedstrijd tussen KSK Beveren en Ceahlăul Piatra Neamț in de groepsfase van de UEFA Intertoto Cup; het eindigde in 0–2 en hij trok vijfmaal de gele en eenmaal de rode kaart. Zijn eerste interland floot hij op 9 oktober 1996, toen Ierland met 3–0 won van Macedonië. Jason McAteer opende de score, waarna twee doelpunten van Tony Cascarino zorgden voor de eindstand. Tijdens deze wedstrijd deelde Mikulski drie gele kaarten uit. In 2009 werd hij recordhouder als scheidrechter met de meeste wedstrijden in de Ekstraklasa achter zijn naam. Aan het einde van het kalenderjaar 2010 zette de Pool een punt achter zijn actieve loopbaan als scheidsrechter.

## Interlands
| Datum             | Plaats                          | Wedstrijd                         | Uitslag | Competitie           | Kreeg geel | Kreeg voor de tweede keer geel en dus rood | Weggestuurd |
| ----------------- | ------------------------------- | --------------------------------- | ------- | -------------------- | ---------- | ------------------------------------------ | ----------- |
| 9 oktober 1996    | Dublin, Ierland                 | Ierland – Macedonië               | 3 – 0   | WK 1998 kwalificatie | 3          | 0                                          | 0           |
| 19 augustus 1998  | Sarajevo, Bosnië en Herzegovina | Bosnië en Herzegovina – Faeröer   | 1 – 0   | EK 2000 kwalificatie | 4          | 0                                          | 0           |
| 28 maart 2001     | Limasol, Cyprus                 | Cyprus – Estland                  | 2 – 2   | WK 2002 kwalificatie | 3          | 1                                          | 0           |
| 30 april 2003     | Kopenhagen, Denemarken          | Denemarken – Oekraïne             | 1 – 0   | Vriendschappelijk    | 0          | 0                                          | 0           |
| 7 juni 2003       | Dublin, Ierland                 | Ierland – Albanië                 | 2 – 1   | EK 2004 kwalificatie | 4          | 0                                          | 0           |
| 10 september 2003 | Andorra la Vella, Andorra       | Andorra – Bulgarije               | 0 – 3   | EK 2004 kwalificatie | 6          | 0                                          | 1           |
| 18 augustus 2004  | Moskou, Rusland                 | Rusland – Litouwen                | 4 – 3   | Vriendschappelijk    | 0          | 0                                          | 0           |
| 4 juni 2005       | Jerevan, Armenië                | Armenië – Macedonië               | 1 – 2   | WK 2006 kwalificatie | 2          | 0                                          | 0           |
| 15 augustus 2005  | Kiev, Oekraïne                  | Oekraïne – Israël                 | 0 – 0   | Vriendschappelijk    | 4          | 0                                          | 0           |
| 17 augustus 2005  | Kiev, Oekraïne                  | Oekraïne – Servië en Montenegro   | 2 – 1   | Vriendschappelijk    | 4          | 0                                          | 0           |
| 1 maart 2006      | Skopje, Macedonië               | Macedonië – Bulgarije             | 0 – 1   | Vriendschappelijk    | 0          | 0                                          | 0           |
| 21 november 2007  | Ramat Gan, Israël               | Israël – Macedonië                | 1 – 0   | EK 2008 kwalificatie | 1          | 0                                          | 0           |
| 26 maart 2008     | Herning, Denemarken             | Denemarken – Tsjechië             | 1 – 1   | Vriendschappelijk    | 3          | 0                                          | 0           |
| 28 maart 2009     | Attard, Malta                   | Malta – Denemarken                | 0 – 3   | WK 2010 kwalificatie | 5          | 0                                          | 0           |
| 8 oktober 2010    | Kiev, Oekraïne                  | Oekraïne – Canada                 | 2 – 2   | Vriendschappelijk    | 2          | 0                                          | 0           |
| 12 oktober 2010   | Jerevan, Armenië                | Armenië – Andorra                 | 4 – 0   | EK 2012 kwalificatie | 4          | 0                                          | 0           |
| 17 november 2010  | Bratislava, Slowakije           | Slowakije – Bosnië en Herzegovina | 2 – 3   | Vriendschappelijk    | 3          | 0                                          | 0           |